# Psych 2: Lassie Come Home
Série
Psych: The Movie
(2017) Psych 3: This Is Gus
(2021)
Pour plus de détails, voir Fiche technique et Distribution.
Psych 2: Lassie Come Home est un téléfilm américain réalisé par Steve Franks (en), diffusé le 15 juillet 2020 sur la plateforme de streaming Peacock. Il fait suite au premier téléfilm sorti en 2017 et est le deuxième volet de la série de téléfilms Psych, basée sur la série du même nom. 

## Synopsis
Le chef de la police de Santa Barbara, Carlton Lassiter, tombe dans une embuscade et est laissé pour mort. Après avoir subi une attaque sur la table d'opération, Lassiter commence à voir des événements inhabituels, voire surnaturels, dans sa clinique de convalescence. Craignant que son état ne fasse de lui un témoin peu fiable sur la véracité de ce qu'il a vu, il fait appel à Shawn et Gus. Les deux hommes se rendent de San Francisco à Santa Barbara pour aider Lassiter à retrouver son tireur et à expliquer ce qu'il a vu. Cependant, les médecins leur explique que les hallucinations sont des effets secondaires des médicaments. Ce qu'ils ignorent, c'est que Juliet O'Hara, l'ancienne partenaire de Lassiter à la SBPD et épouse de Shawn, enquête également. Le chef Karen Vick, qui tente de devenir commissaire, est contraint de mettre un terme à l'enquête de Juliet.
Morrisey, le chien de Lassiter, revient d'une promenade avec une main humaine que Shawn et Gus envoient à Woody, le médecin légiste. Juliet découvre la balle manquante et l'envoie à l'analyse contre ordre. Juliet et Shawn tentent de se cacher mutuellement leur implication. Les résultats de Woody révèlent que la main appartient à un PDG qui s'est suicidé et Shawn et Gus retournent à Santa Barbara. Lassiter est témoin d'un homme en sang qui se réfugie dans un immeuble situé en face du sien, mais cette observation est mélangée à d'autres hallucinations, ce qui fait que tout le monde ne croit pas à ce qu'il dit. Shawn et Gus enquêtent, mais ne trouvent que du matériel médical et des glaçons avant d'être forcés de partir par le Dr Emile Herschel. Selene, la petite amie de Gus, dit à Juliet que les deux sont secrètement retournés à Santa Barbara. Ils entament ensemble leur propre enquête. Le chef Vick le découvre, mais le dissimule en préparant les entretiens.
Shawn et Gus enquêtent sur un bar de Vikings et, après avoir été chassés, s'écrasent dans un repaire où se cache le PDG supposé mort. Ce dernier est tué par balles et Buzz, devenu inspecteur de la SBPD, mène l'enquête. Juliet et Selene arrivent et Shawn trouve un test de grossesse positif dans sa voiture. Pour prouver que Wilkerson, l'associé silencieux du PDG qui se trouve à l'hôpital, Lassiter, fait semblant d'être dans le coma, Gus et Shawn essaient de le chatouiller, mais ils échouent et sont mis à la porte. Woody se fait passer pour un médecin excentrique nommé Catalon. Lors de son entretien avec le commissaire, Vick a une révélation et s'en va. Woody, Shawn et Gus trouvent des vêtements ensanglantés cachés parmi les fournitures médicales et, avec Henry, le père de Shawn, ils tentent de convaincre Dolores - une infirmière qui a le béguin pour Gus - de la culpabilité de Herschel.
Après que Shawn et Gus aient tous deux eu de vives hallucinations, ils se rendent compte que les glaçons sont dopés et tombent sur un Wilkerson réveillé qui leur explique qu'un médecin le fait chanter après que les glaçons l'ont poussé à tout leur dire. Les deux hommes retournent au bar avec Woody où ils trouvent Selene, Juliet et Vick déjà sur place. Ils découvrent que le fils du propriétaire a assassiné son père et Selene révèle qu'elle est enceinte, demande Gus en mariage et frappe le tueur. Pendant ce temps, Dolorès injecte de la drogue dans le sac de Lassiter, mais après qu'il a tiré sur le sac, elle essaie de l'empoisonner. Lassiter est encouragé par des hallucinations à se lever alors qu'il en était incapable auparavant et il parvient à la maîtriser.
Après tout cela, Lassiter parvient à faire les premiers pas pour revoir sa femme et Woody est contraint de fuir l'hôpital après l'arrivée du vrai Catalon.

## Distribution
- James Roday : Shawn Spencer
- Dulé Hill : Burton « Gus » Guster
- Timothy Omundson : Carlton « Lassie » Lassiter
- Maggie Lawson : Juliet « Jules » O'Hara-Spencer
- Kirsten Nelson : le chef Karen Vick
- Corbin Bernsen : Henry Spencer
- Joel McHale : le père de Lassiter
- Kurt Fuller : Woody Strode
- Jazmyn Simon : Selene
- Jimmi Simpson : Mary Lightly
- Sarah Chalke : infirmière Dolores
- Allison Miller : Maisie
- Kadeem Hardison : Wilkerson
- Christopher Heyerdahl : Ova
- Richard Schiff : Dr Emile Herschel
- Sage Brocklebank : Buzz McNab
- Kristy Swanson : Marlowe Lassiter

## Production
Après Psych: The Movie, Steve Franks (en) indique qu'il voulait faire cinq autres films Psych. Le 14 février 2019, il est annoncé que Psych : The Movie 2 est validé et que tous les acteurs principaux reviendront pour le téléfilm, dont la première est prévue pour la fin de 2019. Le 18 avril 2019, il est annoncé que Joel McHale rejoindrait le téléfilm, ainsi que Jimmi Simpson, reprenant son rôle récurrent de Mary Lightly. Le 17 septembre 2019, il est indiqué que la suite est renommée Psych 2 : Lassie Come Home et qu'elle sera diffusée sur le nouveau service de streaming de NBCUniversal, Peacock.

## Réception
Le film a un taux d'approbation de 85 % sur Rotten Tomatoes, basé sur 13 critiques avec une note moyenne de 8,2/10. Le consensus critique du site est le suivant : « Satisfaisant et autonome, tout en ouvrant de nouvelles directions à l'équipe de Psych, Lassie Come Home est un film qui plaît au public avec le talent d'un télépathe ». TV Guide a attribué au film cinq étoiles sur cinq.

## Suite
Le 13 mai 2021, Peacock annonce un troisième film, Psych 3: This Is Gus, dont la première a lieu le 18 novembre 2021 sur le service de streaming Peacock.